# FC Eupen 1963
KFC Eupen 1963 is een Belgische voetbalclub uit Eupen, een stad in de Duitstalige Gemeenschap (Oost-België), die bij de KBVB is aangesloten met stamnummer 6657. De clubkleuren zijn Donkerblauw en Lichtrood. De A-ploeg speelt sinds het seizoen 2024/25 voor het eerst in de 3e Nationale afdeling.

## Geschiedenis
Op 10 maart 1963 wordt de club opgericht in het jeugdhuis Unterstadt, met Ferdi Radermacher als eerste president. De club speelt jaren in 3e provinciale klasse, tot seizoen 1974/75, waarin gepromoveerd wordt naar 2e provinciale, maar helaas maar voor één jaar. Na seizoen 1977/1978 zakt de ploeg zelfs naar 4e provinciale. Pas in seizoen 1988/1989 keert de ploeg terug naar 3e provinciale, en drie jaar later zelfs naar 2e provinciale, maar daar blijven ze opnieuw maar één seizoen.
In april 2014, maken beide clubs uit Eupen, FC en KAS Eupen, in de pers hun samenwerking in de jeugdsector voor het komende seizoen 2014/2015 bekend.

In het seizoen 2015/16 werd het eerste elftal kampioen van de 3e provinciale klasse, en zes jaar later werden ze in 2021/2022 opnieuw kampioen in de 2e provinciale C.
In het seizoen 2023/24 werd FC Eupen tweede in de Eerste Provinciale Luik, maar stootte via de eindronde voor het eerste in zijn geschiedenis door naar de Nationale reeksen. 

## Resultaten
| 2016/17 |  |  |  |  |   |    | 4 |  |  | Tweede Prov. Luik C   | 58 |                                                                 |
| 2017/18 |  |  |  |  |   |    | 4 |  |  | Tweede Prov. Luik C   | 63 |                                                                 |
| 2018/19 |  |  |  |  |   |    | 7 |  |  | Tweede Prov. Luik C   | 47 |                                                                 |
| 2019/20 |  |  |  |  |   |    | 8 |  |  | Tweede Prov. Luik C   | 33 |                                                                 |
| 2020/21 |  |  |  |  |   |    | - |  |  | Tweede Prov. Luik C   | -  | Competitie na vier speeldagen stopgezet vanwege COVID-19-virus. |
| 2021/22 |  |  |  |  |   |    | 1 |  |  | Tweede Prov. Luik C   | 68 | Kampioen                                                        |
| 2022/23 |  |  |  |  |   | 11 |   |  |  | Eerste Prov. Luik     | 37 |                                                                 |
| 2023/24 |  |  |  |  |   | 2  |   |  |  | Eerste Prov. Luik     | 57 | Promotie via eindronde                                          |
| 2024/25 |  |  |  |  | 9 |    |   |  |  | Derde Afdeling ACFF B | 41 |                                                                 |
| 2025/26 |  |  |  |  |   |    |   |  |  | Derde afdeling ACCF B |    |                                                                 |